# Höchstadt an der Aisch
Höchstadt an der Aisch (eller Höchstadt a.d.Aisch) er en by i Landkreis Erlangen-Höchstadt i Regierungsbezirk Mittelfranken i den tyske delstat Bayern.

## Geografi
Den tidligere administrationsby (Kreisstadt) ligger ved udkanten af Steigerwald mellem byerne Erlangen og Bamberg.
Nabokommuner er (med uret fra nord):
 Hirschaid, Hallerndorf, Adelsdorf, Gremsdorf, Heßdorf, Weisendorf, Uehlfeld, Lonnerstadt, Mühlhausen, Pommersfelden, Frensdorf.

### Inddeling
Til byen hører følgende bydele landsbyer og bebyggelser:
| - Ailersbach - Antoniuskapelle - Biengarten - Bösenbechhofen - Etzelskirchen - Förtschwind - Greiendorf - Greienmühle | - Greuth - Großneuses - Jungenhofen - Kieferndorf - Kleinneuses - Lappach - Mechelwind - Medbach | - Mohrhof - Nackendorf - Saltendorf - Schwarzenbach - Sterpersdorf - Weidendorf - Zentbechhofen |